# موشح (شبام)
'

تعديل مصدري - تعديل

موشح هي إحدى قرى عزلة شبام بمديرية شبام التابعة لمحافظة حضرموت، بلغ تعداد سكانها 550 نسمة حسب تعداد اليمن لعام 2004.